# Terribilità
| - Moïse - David |

| - L'Esclave rebelle - Saint Matthieu |

Terribilità est un terme italien  utilisé au XVIe siècle par les contemporains de Michel-Ange pour définir le style grandiose et la force puissante qui se manifestent dans les œuvres de l'artiste, en particulier dans ses sculptures, avec une vigueur et un regard terrible rempli de colère, comme dans les statues de David ou de Moïse.

## Caractéristiques
Il semble que le pape Jules II ait été le premier à qualifier Michel-Ange d'« uomo terribile », non seulement pour son œuvre, mais pour le caractère même de l'artiste dont le tempérament vif et le génie exalté dont il était doté ressortait dans la grande expressivité de ses créations, tant dans sa sculpture que dans sa peinture. Cette terribilità est également associée aux références néoplatoniciennes d'humanistes comme Marsile Ficin, avec lesquels Michel-Ange avait été en relation dans sa jeunesse. 
L'Esclave rebelle du musée du Louvre, inachevé comme les autres statues du groupe des Prigioni (it), et la statue de Saint Matthieu conservée dans la Galerie de l'Académie de Florence, sont d'autres exemples illustrant cette terribilità. Michel-Ange reprit la réalisation du Saint Matthieu lors d'un accès de fureur après avoir quitté Rome pour Florence à la suite d'une dispute avec le pape Jules II, sa colère d'avoir à abandonner (temporairement) la charge de la tombe papale le conduisant à travailler avec encore plus d'énergie que d'habitude à ces statues.
Ce style de Michel-Ange se retrouve dans l'œuvre de nombre de ses disciples, en particulier celle des sculpteurs espagnols Alonso Berruguete, Juan de Ancheta et Jean de Joigny.